# 比松
比松（法語：Buisson，法語發音：[bɥisɔ̃] ⓘ）是法国普罗旺斯-阿尔卑斯-蓝色海岸大区沃克吕兹省的一个市镇，属于卡庞特拉区。

## 地理
比松（44°16'49"N, 4°59'52"E）面积9.49 平方千米，位于法国普罗旺斯-阿尔卑斯-蓝色海岸大区沃克吕兹省，该省份为法国东南部内陆省份，北起德龙省，西北接阿尔代什省，西接加尔省，南至罗讷河口省，东南角与瓦尔省接壤，东临上普罗旺斯阿尔卑斯省。
与比松接壤的市镇（或旧市镇、城区）包括：埃格河畔圣莫里斯、蒂莱特、拉斯托、罗艾克斯、圣罗芒德马勒加德、韦松拉罗迈讷、维勒迪约。
比松的时区为UTC+01:00、UTC+02:00（夏令时）。

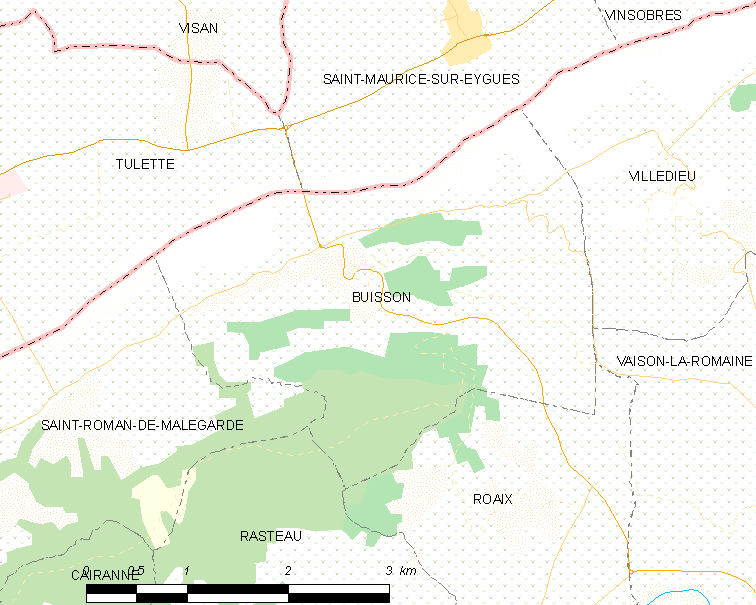
比松的OSM定位图

## 行政
比松的邮政编码为84110，INSEE市镇编码为84022。

## 政治
比松所属的省级选区为韦松拉罗迈讷县。

## 人口

1962-2008年间比松人口变化图示

比松于2022年1月1日时的人口数量为256人。